# NGC 5748
NGC 5748 ist eine 14,5 mag helle Spiralgalaxie vom Hubble-Typ S? im Sternbild Bärenhüter. Sie ist etwa 551 Millionen Lichtjahre von der Milchstraße entfernt.
Sie wurde am 14. Juni 1882 von Édouard Stephan entdeckt.